# Contratemps

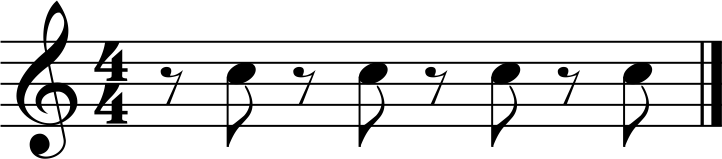
Aquestes notes són de contratemps regular breu

S'anomena contratemps a la mètrica musical on les notes febles estan precedides per un silenci en les parts fortes. El que el diferencia d'una síncope és que aquesta s'allarga fins al temps següent, en canvi un contratemps es posa sobre el temps feble i substitueix els temps forts per silencis. Se l'obté per una pausa i o per un lligat, «per bé que alguns teòrics només consideren com a bona la primera opció, i reserven el lligat exclusivament per a la síncope».

## Tipus
Segons la relació del silenci i la nota:
- Regulars: quan la durada del silenci i la nota són iguals,
- Irregulars: quan la durada del silenci i la nota són diferents.

També depenent de la durada de la nota pot ser:
- Molt llargs: Si el silenci i la nota ocupen més de dues parts.
- Llargs: Si el silenci i la nota ocupen dues parts.
- Breus: Si el silenci i la nota ocupen només una part.
- Molt breus: Si el silenci i la nota ocupen només una part.

## Altres significacions
- Contratemps, primer àlbum del grup garrotxí Relax[5]
- Contratemps, festival de música antigua a Sant Cugat[6]
- A Contratemps, dietari de Feliu Formosa i Torres[7]
- Contratemps, pel·lícula d'Oriol Paulo.